# Jessica Cash
Jessica Cash  (Derbyshire, 1939 - Ibidem, 4 de agosto de 2023) fue una soprano y docente de voz británica.

## Biografía
Formada en el Real Colegio de Música, Cash fue una intérprete habitual durante las décadas de 1960 y 1970 en el Festival de Glyndebourne, donde se destacó especialmente su interpretación en 1968 de La Reina de la Noche en La flauta mágica de Mozart, dirigida por Myer Fredman. Siguió siendo parte de la producción hasta 1971, cuando realizó una gira por la Ópera de Escocia en primavera. También actuó con la Ópera de Kent y con la Ópera Nacional Galesa.
En 1975 participó en una representación de La coronación de Popea de Monteverdi en los Proms de la BBC  dirigida por Roger Norrington, como Pallade, Damigella y Virtù, junto a Sarah Walker en el papel principal.
Entre sus alumnos se encontraban Elizabeth Anker, Lesley Garrett, Maria Jonas, Emma Kirkby y Evelyn Tubb.
Cash falleció el 4 de agosto de 2023 a los 84 años, en su casa de Derbyshire.